# Ernie Gillatt
Kenneth Ernest "Ernie" Gillatt là một cầu thủ bóng đá người Anh thi đấu ở vị trí tiền đạo tầm xa during the 1920s.